# Schlangentempel

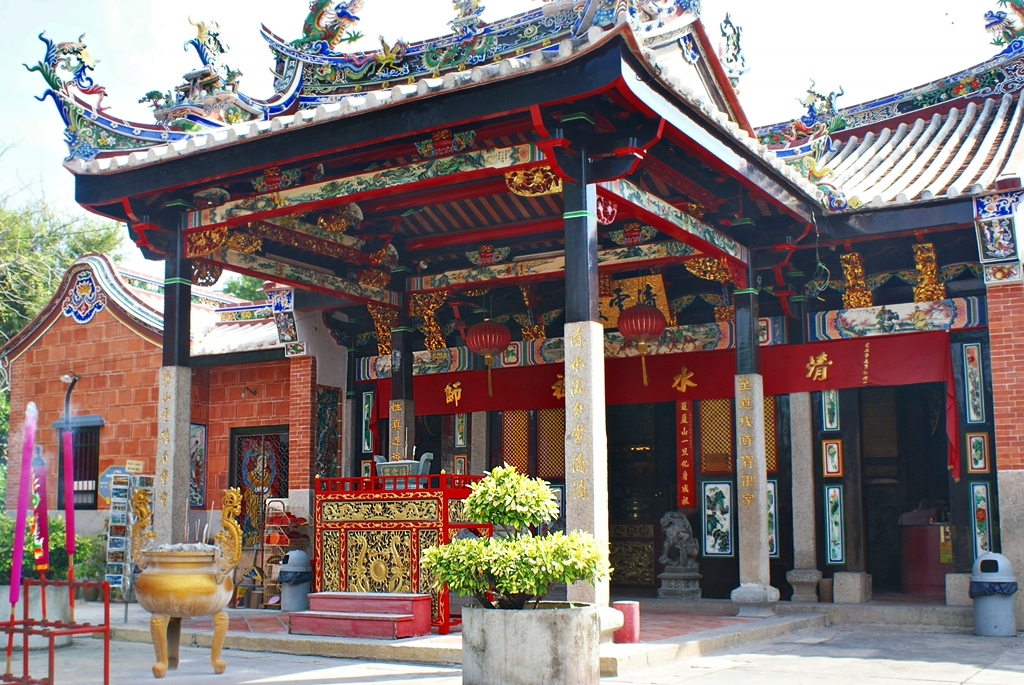
Der Schlangentempel

Der Schlangentempel (chinesisch 蛇庙, Pinyin Shé Miào) ist ein daoistischer Tempel und ein Pilgerziel in Malaysia im Südosten der Insel Penang. 
Der Tempel liegt etwa 1,5 Kilometer nördlich des Flughafens in Bayan Lepas an der Straße Richtung Georgetown. Der Bau wurde 1850 in Erinnerung an den buddhistischen Heiligen Chor Soo Kong aus dem 11. Jahrhundert errichtet. Chor Soo bedeutet „der Hochverehrte“, ein Titel, der ihm als Heiler und Beschützer von Schlangen verliehen wurde. Dessen Statue brachte ein chinesischer Mönch aus seiner Heimat mit, sie soll über magische Kräfte verfügen. Um den Altartisch kriechen träge grüngelbe Giftschlangen der Art Waglers Lanzenotter (Tropidolaemus wagleri), diese gelten als heilige Diener des Chor Soo Kong. Ihre Trägheit mag mit dem Qualm der Räucherstäbchen zusammenhängen. Sie ernähren sich von als Opfer dargebrachten Hühnereiern. In einem Nebengebäude (Serpentarium) werden diese und andere Schlangen gezüchtet.